# Comecon
Council for Mutual Economic Assistance (COMECON / Comecon / CMEA / CAME), 1949 – 1991, var en økonomisk organisation af østbloklande og en form for modstykke til EF.

## Navnet på medlemsstaternes sprog
- Albansk — Këshilli i Ndihmës Ekonomike Reciproke, KNER
- Bulgarsk — Съвет за икономическа взаимопомощ (Sǎvet za Ikonomičeska Vzaimopomošt), СИВ (SIV)
- Polsk — Rada Wzajemnej Pomocy Gospodarczej, RWPG
- Rumænsk — Consiliul de Ajutor Economic Reciproc, CAER
- Russisk — Сове́т Экономи́ческой Взаимопо́мощи (Sovyet Ekonomičeskoy Vzaimopomošči), СЭВ (SEV)
- Slovakisk — Rada vzájomnej hospodárskej pomoci, RVHP
- Spansk — Consejo de Ayuda Mutua Económica, CAME
- Tjekkisk — Rada vzájemné hospodářské pomoci, RVHP
- Tysk — Rat für gegenseitige Wirtschaftshilfe, RGW
- Ungarsk — Kölcsönös Gazdasági Segítség Tanácsa, KGST
- Vietnamesisk — Hội đồng Tương trợ kinh tế, HĐTTKT

## Historie
Comecon var grundlagt i januar 1949 af Sovjetunionen, Bulgarien, Tjekkoslovakiet, Ungarn, Polen og Rumænien. Albanien blev medlem i februar 1949, Østtyskland i 1950, Mongoliet i 1962, Cuba i 1972 og Vietnam i 1978. Albanien suspenderede sit aktive medlemskab i 1961 og udtrådte formelt i 1987.
Jugoslavien fik associeret medlemsstatus i 1964, efterfulgt af Finland (1973), Mexico (1975) og Irak (1975). Endvidere havde Kina og Nordkorea observatørstatus.
Den primære årsag til etablering af Comecon var Josef Stalins ønske om at sikre sovjetisk dominans over vasalstaterne i Østeuropa og at formilde nogle af staterne, som havde vist interesse i Marshallplanen.
Indtil slutningen af 1960'erne var samarbejde det officielle udtryk, hvormed man beskrev Comecons aktiviteter. I 1971 blev Comecons aktiviteter officielt benævnt integration (udligning af "forskelle i relative knapheder af varer og tjenesteydelser staterne imellem gennem bevidst fjernelse af handelsbarrierer og udøvelse af andre former for samspil."). Skønt en sådan udligning ikke var omdrejningspunktet i etableringen og implementeringen af Comecons økonomiske politik, havde øget økonomisk integration altid været Comecons mål.
Efter sammenbruddet af Sovjetblokken og Sovjetunionens kollaps i 1989 blev organisationen opløst i juni 1991 som følge af medlemsstaternes overgang fra planøkonomi til markedsøkonomi.